# OK Partizan Belgrad
Der OK Partizan (serbisch-kyrillisch Одбојкашки клуб Партизан), gewöhnlich Partizan genannt oder im deutschen Sprachraum auch Partizan Belgrad, ist ein serbischer Volleyballverein aus Belgrad und ist Teil des Sportclubs Partizan Belgrad. Der Verein betreibt eine Männerabteilung und ist einer der erfolgreichsten serbischen Volleyballklubs. Von 1950 bis 1972 gab es auch eine Frauenabteilung.
Auch international sind die Volleyballer von Partizan erfolgreich. So belegten sie im europäischen CEV-Pokal 1985 und 1990 jeweils den zweiten Platz und spielten 2011/12 in der Champions League.
Bekannte ehemalige Spieler sind u. a. Ivan Miljković, Goran Vujević, Mirko Culic, Nikola Rosić und Vladimir Rakić.